# François Pierrot (homme politique)
François Pierrot est un homme politique français né et mort à une date inconnue.

## Biographie
Notaire à Auvillers-les-Forges, il est administrateur du département, puis député des Ardennes de 1791 à 1792.

## Sources
- « François Pierrot (homme politique) », dans Adolphe Robert et Gaston Cougny, Dictionnaire des parlementaires français, Edgar Bourloton, 1889-1891 [détail de l’édition]